# Universidad Técnica de Cotopaxi

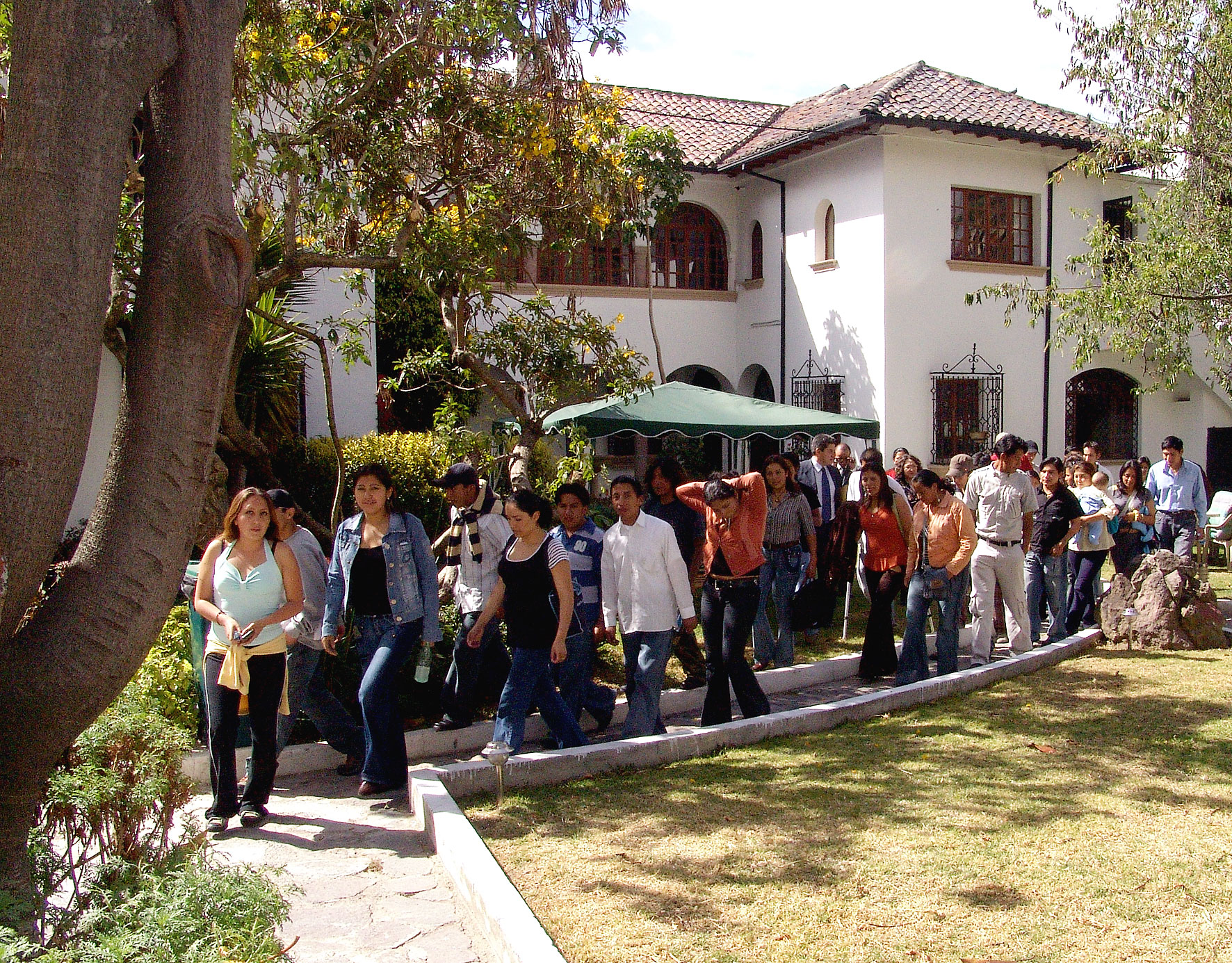
Estudiantes de la universidad técnica de Cotopaxi.

La Universidad Técnica de Cotopaxi o UTC es una Universidad de Ecuador con sede en la ciudad de Latacunga. Alma Máter de la provincia de Cotopaxi. Es la universidad más importante de mencionada provincia y una de las mejores de la Sierra Central de Ecuador, tiene una sede en Salache y otras en los cantones de La Maná y Pujilí de la misma provincia.

## Historia
Fundada el 24 de enero de 1995, por iniciativa de ciudadanos del sector San Felipe de la ciudad de Latacunga, ya que en dicho sector se estaba construyendo una cárcel que funcionaría para los reos de la ciudad y del País, los ciudadanos en varias protestas en contra de la construcción de la misma al final decidieron tomarse las instalaciones de dicha cárcel en construcción, tras una ardua lucha e insistencia de la población sus peticiones fueron escuchadas y mediante ley por el Congreso Nacional de ese entonces, fue decretado que las instalaciones que en su entonces sería una cárcel fueran adecuadas para crear un Centro de Educación Superior. Desde su fundación hasta el 2023, la UTC ha graduado aproximadamente a más de 13.000 profesionales en las diferentes carreras que ofrece y que se han caracterizado por su gran capacidad profesional.
Hace más de 29 años inició el sueño de tener una institución académica de primer nivel en la provincia, varios años de lucha, trabajo y sacrificio, debieron pasar para que se constituya la extensión de la Universidad Técnica del Norte en 1992. El sueño se vio conquistado el 24 de enero de 1995 cuando nace la Universidad Técnica de Cotopaxi como una institución con autonomía. A lo largo de estos 29 años la institución ha levantado una lucha incansable por la igualdad social, por la formación de profesionales con un sentido humanista, por la gratuidad de la educación y el libre acceso de todos los jóvenes sin importar su estrato social a formarse como profesionales.
Está ubicada en el barrio El Ejido, en la parroquia Eloy Alfaro, perteneciente al cantón Latacunga de la provincia de Cotopaxi. La universidad tiene su planta matriz ubicada en San Felipe, en esta funcionan las facultades de: Ciencias Administrativas y Económicas; Ciencias Sociales, Artes y Educación; y Ciencias de la Ingeniería y Aplicadas. En el campus Salache labora el Centro de Experimentación Académica Salache (Ceasa) en el cual se desarrolla la Facultad de Ciencias Agropecuarias y Recursos Naturales.
La UTC cuenta con su extensión en el cantón La Maná, la cual fue acreditada como una de las mejores del país en septiembre de 2015.En la actualidad existe un aproximado de 11.000 estudiantes matriculados de primer ciclo en adelante y 1.080 alumnos registrados en Nivelación. Laboran 350 docentes, 182 empleados entre funcionarios regidos por la Ley Orgánica de Servicio Civil y CarreraAdministrativa (Losca) y servidores bajo el Código de Trabajo.

## Filosofía

### Misión
La UTC forma profesionales de excelencia, humanistas e investigadores; genera ciencia y tecnología vinculada con la sociedad mediante la transferencia y difusión del conocimiento, arte y cultura para contribuir en la transformación social y económica del país.

### Visión
Ser una universidad de investigación con liderazgo nacional en la formación de profesionales, generación científica, tecnológica y de vinculación con la sociedad; en un marco de alianzas estratégicas nacionales e internacionales

## Oferta académica

### Grado
- Agropecuaria, Agroindustria, Biotecnología, Ambiental, Medicina Veterinaria, Agronomía, Turismo.
- Animación Digital, Diseño Gráfico, Comunicación, Trabajo Social, Psicología Social.
- Electricidad, Electromecánica, Industrial, Software, Hidráulica.
- Economía, Gestión del Talento Humano, Administración de Empresas, Mercadotecnia, Contabilidad y Auditoría.

- Pedagogía de las Ciencias Experimentales (Matemáticas y Física), Educación Básica, Educación Inicial, Lengua y Literatura, Pedagogía de los Idiomas Nacionales y Extranjeros (Inglés).

### Postgrados
- Maestría en Pedagogía del Inglés como lengua extranjera con mención en Enseñanza Comunicativa
- Maestría en Educación Inicial
- Maestría en Educación Básica
- Maestría en Ciencias Veterinarias
- Maestría en Agroindustria mención Tecnología de Alimentos
- Maestría en Sanidad Vegetal
- Maestría en Gestión Ambiental
- Maestría en Administración de Empresas
- Maestría en Administración Pública
- Maestría en Diseño de Medios Interactivos
- Maestría en Trabajo Social mención en Bienestar Social y Protección Laboral
- Maestría en Comunicación mención Medios Digitales
- Maestría en Derecho Constitucional
- Maestría en Producción y Operaciones Industriales mención en Tecnología de la Industria 4.0
- Maestría en Electricidad mención en Sistemas Eléctricos de Potencias
- Maestría en Ciencia de Datos

### Centro Cultural de Idiomas
- Inglés
- Francés
- Italiano
- Chino mandarín

## Clubes deportivos y culturales
La UTC fue cuna del Club Deportivo Universidad Técnica de Cotopaxi que militó con mucho éxito en la primera categoría serie B del fútbol profesional ecuatoriano, ahora es un club independiente de la universidad, sin embargo, conserva el nombre en homenaje a la universidad.Esta universidad también dio origen al Ballet Folclórico Mashca Danza que ha representado al país en diferentes eventos, además cuenta con el grupo de teatro llamado Aquelarre.

## Alumnos y maestros destacados
- Carlos Torres, Ph.D. en Ciencias Agrícolas en Universidad Amistad de los Pueblos de Rusia. Docente e investigador en la UTC.[2]
- María Isabel Ballesteros, Ph.D. Doctora en biología Universidad Complutense de Madrid.